# Капустяні
Капустяні (Brassicaceae), раніше хрестоцвіті (Cruciferae) — родина рослин, названа за назвою роду капуста (Brassica), старіша назва «хрестоцвіті» походить від чотирьох пелюсток, через що квітка цих рослин нагадує хрест. Родина містить однорічні, дворічні та багаторічні трави, інколи кущі та напівкущі. Видів Капустяних налічують близько 3000, з них в Україні росте 230 видів з 65 родів. Плід у всіх представників цієї родини подібний — стручок (капуста, редька, редис, гірчиця) або стручечок (грицики, лунарія). За цими ознаками Хрестоцвіті легко відрізнити від решти рослин.
Жилкування —сітчасте, листя просте з черговим розташуванням.
Інше:
- Деякі рослини родини Хрестоцвітих занесені до Червоної Книги (Шиверекія подільська)
- Серед капустяних є й багато рослин, які застосовуються в медицині (гірчиця, хрін, редька, капуста, рижій, талабан, грицики).
- Деякі види вирощуються як декоративні рослини (левкой, декоративна капуста).
- Зустрічаються серед капустяних і бур'яни (грицики, гикавка, талабан).

Листя у капустяних просте, з черговим розташуванням, без прилистників. Квітки актиноморфні, рідше — зигоморфні, двох статей. Плід — стручок. Порівняно з кормовими злаковими та бобовими культурами, кормові капустяні вирізняються рядом позитивних властивостей і ознак. Їхнє насіння коштує недорого. Виняток становить лише насіння спеціальних сортів для біологічної боротьби з нематодами в сівозмінах із цукровим буряком. Капустяні рослини відрізняються більшою толерантністю до пізньої сівби і швидким початковим ростом. При пізній сівбі, після короткого вегетаційного періоду (60-80 днів) і в прохолодну осінь вони дають урожай понад 20 ц/га, до того ж гарної якості. Наші суворі зими вони переносять досить непогано, через те, що мають тривалий період осіннього використання. Це має велике значення не тільки для задоволення потреби у зеленому кормі. Тривале покриття ними ґрунту є ефективним заходом боротьби проти ерозії ґрунту.
Від вирощування рослин родини капустяних у ґрунті накопичується багато поживних речовин, особливо азоту. Рослини добре використовують азот ґрунту після збирання попередників і, тим самим, оберігають ґрунтові води й поверхневі водойми від забруднення нітратами. Посіви цих культур можна використовувати на корм або ж як сидеральні добрива.
Разом з тим капустяні мають і деякі негативні ознаки, які обмежують їхнє вирощування. Для одержання врожаїв і гарної якості кормів вони вимагають високих доз азотного добрива. За фітосанітарними причинами вони гірше за інші культури включаються у сівозміни, особливо якщо це сівозміни із капустяними (хрестоцвітними) олійними культурами (ярий і озимий ріпак, озима суріпиця і гірчиця біла, сиза й чорна) і овочами, а також із цукровим буряком і зернобобовими. Ураження капустяних багатьма спільними хворобами значною мірою залежить від частки таких культур у сівозміні. Капустяні, за винятком стійких сортів гірчиці білої і редьки олійної, сприяють розмноженню бурякової нематоди.
Капустяні культури поглинають більше азоту при високому мінеральному або органічному добриву, а також за сильної мінералізації ґрунтової органічної субстанції, ніж можуть використати для синтезу вегетативної маси до кінця вегетаційного періоду. Тому в них часто зустрічаються підвищені показники вмісту нітратів, що обмежує їхнє використання на корм. Крім того, капустяні містять глюкозинолати, чим також обмежується їхнє включення до раціонів тварин. За великої кількості цих речовин якість та смакові якості молока погіршуються. Оскільки види капустяних толерантні до пізнішої сівби, ніж інші поукісні або пожнивні культури, їх вирощують залежно від можливих строків сівби і тривалості осіннього періоду вегетації. Нараховується близько 3000 видів.